# Castello di Verrès
Il castello di Verrès è uno dei più famosi manieri medievali valdostani. Costruito come fortezza militare da Ibleto di Challant nel XIV secolo, fu uno dei primi esempi di castello monoblocco, costituito cioè da un unico edificio a differenza dei manieri più antichi formati da una serie di corpi di fabbrica racchiusi da una cinta muraria.
Si erge su un promontorio roccioso che domina l'abitato di Verrès e la strada della Val d'Ayas, dalla parte opposta della Dora Baltea rispetto al castello di Issogne, ed esternamente appare come un austero cubo di trenta metri di lato, praticamente privo di elementi decorativi.

## La storia

### Le origini

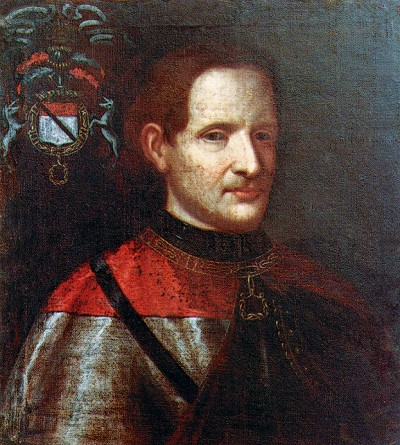
Ritratto di Ibleto di Challant

I primi documenti che attestano l'esistenza a Verrès di un castello, di proprietà della famiglia De Verretio, risalgono al 1287. Allora il controllo della zona era conteso tra il vescovo di Aosta e alcune famiglie nobili, feudatarie dei conti di Savoia: i De Turrilia, i De Arnado ed i De Verretio. Questi ultimi in particolare ebbero, nel corso degli anni, aspri dissidi con il prelato, che culminarono con l'assalto alla casaforte vescovile di Issogne nel 1333.
Verso la metà del XIV secolo i De Verretio si estinsero senza lasciare possibili eredi: in tal modo le loro terre tornarono nelle mani dei conti di Savoia, i quali le concedettero nel 1372 a Ibleto di Challant, essendosi costui distinto nel ricoprire diverse cariche al loro servizio.
Ibleto ricostruì integralmente il castello, realizzando una fortezza militare praticamente inespugnabile e diversa dalla maggior parte dei castelli valdostani coevi, che consistevano in un insieme di edifici racchiusi da una cinta muraria.
Un'iscrizione in latino sull'architrave della prima porta, che si incontra salendo dal piano terra, ricorda come i lavori di Ibleto terminarono nel 1390:

### Il XV secolo
Alla morte di Ibleto nel 1409 il castello e gli altri suoi beni passarono al figlio Francesco, che il 15 agosto 1424 ricevette dai Savoia il titolo di primo conte di Challant. Verrès rimase uno dei suoi feudi più importanti, ma egli non modificò in maniera sostanziale l'aspetto del castello.
Francesco morì nel 1442 senza eredi maschi e lasciò i suoi beni alle figlie Margherita e Caterina. Il castello di Verrès si trovò così al centro di una disputa ereditaria tra Caterina, che, brandendo il testamento del padre, lo rivendicava per sé, e alcuni cugini maschi tra cui Giacomo di Challant Aymavilles, che contestavano l'eredità sulla base della legge salica, che non permetteva la successione femminile.
La fortezza di Verrès divenne così una delle roccaforti di Caterina e di suo marito Pietro Sarriod d'Introd durante la sua lotta con Giacomo. Secondo la tradizione, il giorno della SS. Trinità del 1449 Caterina e Pietro uscirono dal castello e scesero sulla piazza del paese, dove danzarono con i giovani del borgo. Questo episodio accrebbe notevolmente il sostegno degli abitanti verso Caterina ed è ogni anno ricordato nel carnevale storico di Verrès.
Nel 1456, morto il marito in un'imboscata, Caterina dovette arrendersi e i suoi beni, tra cui il feudo e il castello di Verrès, passarono al cugino Giacomo di Challant Aymavilles, che divenne così secondo conte di Challant.

### La fortezza cinquecentesca

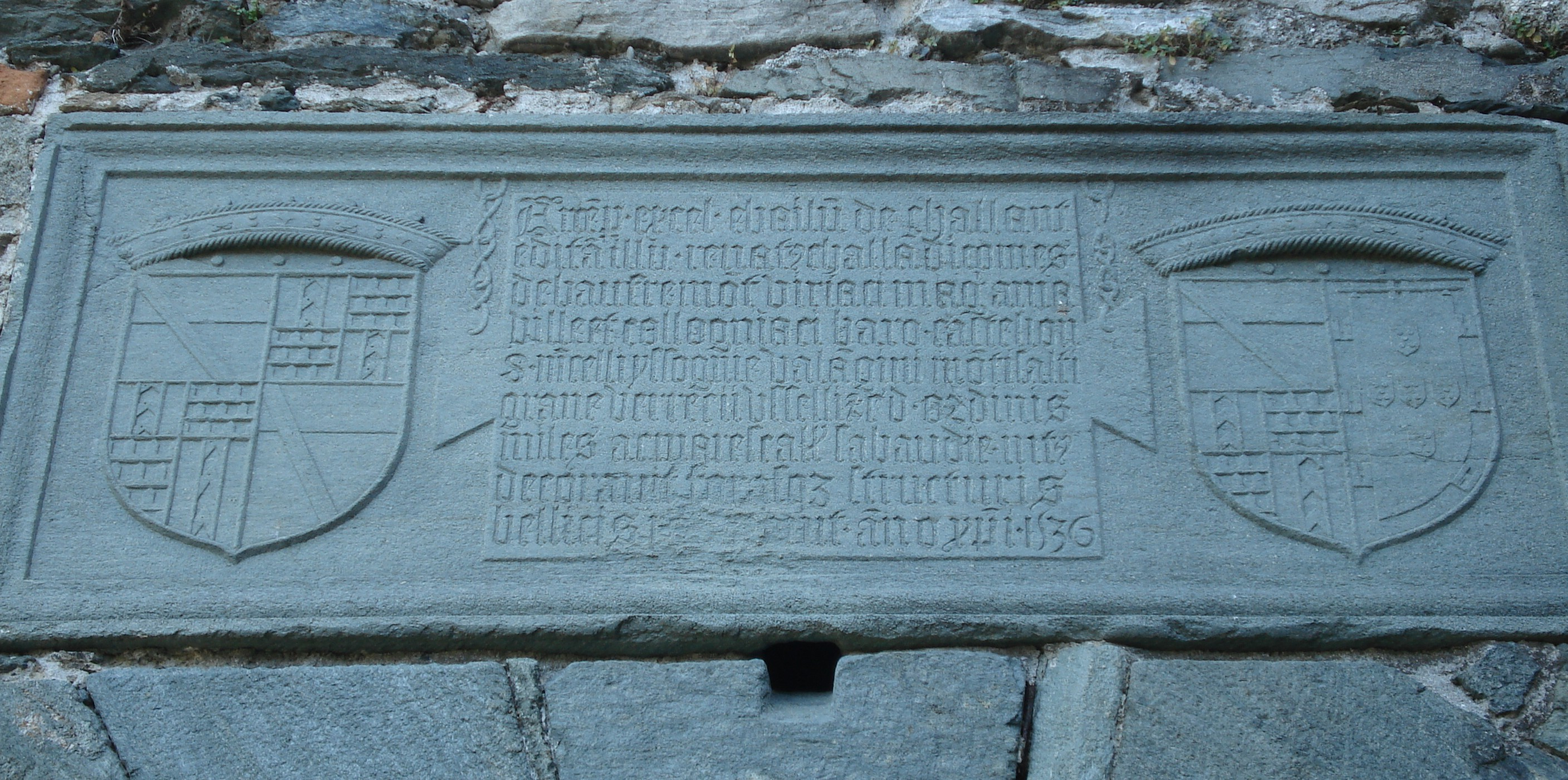
Iscrizione sull'ingresso dell'antiporta del castello.

Il castello seguì quindi le vicende dei discendenti di Giacomo, passando prima a suo figlio Luigi, poi a suo nipote Filiberto e quindi al figlio di quest'ultimo Renato di Challant, che adibirono però a residenza il vicino e più comodo castello di Issogne.
Dai tempi della sua costruzione da parte di Ibleto, circa centocinquanta anni prima, il castello non aveva subito particolari lavori di modifica o manutenzione. Nel 1536 Renato, con l'aiuto del capitano spagnolo Pietro de Valle, famoso architetto militare, ingrandì la fortezza adattandola alle armi da fuoco dell'epoca. Fece così costruire alla base dell'edificio cubico una cinta muraria munita di contrafforti e di torrette poligonali, adatte all'uso dei cannoni, che munì di pezzi di artiglieria provenienti dal suo feudo di Valangin in Svizzera. A Renato si devono anche l'attuale antiporta accessibile tramite un ponte levatoio, nuove finestre cinquecentesche a crociera e nuove porte ad arco moresco.
I lavori sono ricordati da una lapide in pietra situata sopra l'ingresso dell'antiporta, affiancata dagli stemmi di Renato di Challant (alla sinistra del testo) e della sua seconda moglie Mencia di Braganza (alla destra del testo):

### Il declino e il recupero ottocentesco

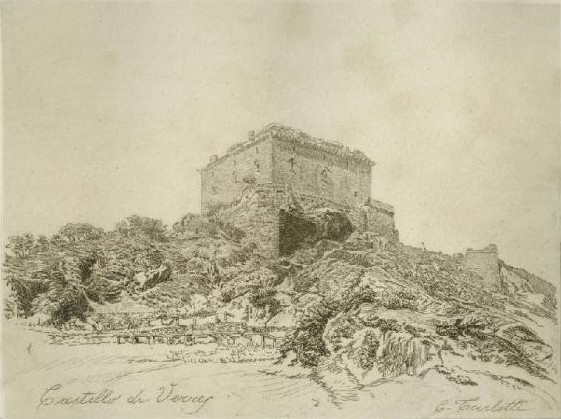
Il castello di Verrès in una incisione ottocentesca di Celestino Turletti

Alla morte di Renato di Challant, senza eredi maschi, nel 1565, i suoi beni passarono al genero Giovanni Federico Madruzzo, marito della figlia Isabella, ma nacque una lunga contesa legale con altri parenti maschi della famiglia Challant, nuovamente a causa della legge salica, che non prevedeva Isabella potesse ereditare i beni del padre.
I Savoia ripresero quindi il controllo diretto sul castello di Verrès, adibendolo a vedetta e presidio militare, ma nel 1661 il duca di Savoia Carlo Emanuele II fece smantellare gli armamenti del castello per trasferirli, insieme a quelli del castello di Montjovet, al forte di Bard, in una posizione più strategica per il controllo della Valle, ed il maniero fu abbandonato.
Nel 1696 terminarono infine le dispute legali tra gli eredi di Isabella di Challant e Giovanni Federico Madruzzo e la famiglia Challant, e il castello tornò di proprietà di questi ultimi. Il castello rimase di proprietà della famiglia Challant fino all'estinzione della casata nel XIX secolo, ma non fu più abitato ed andò in rovina. La robusta muratura esterna resistette bene ma il tetto in legno venne abbattuto per non pagare il canone erariale, lasciando i piani superiori esposti alle intemperie.
Dopo una serie di passaggi di proprietà fu infine acquistato per conto dello Stato italiano nel 1894 da Alfredo d'Andrade, allora sovrintendente ai monumenti del Piemonte e della Liguria, che ne curò un primo restauro. 
Nel secondo dopoguerra il castello, dichiarato monumento nazionale, passò alla Regione Valle d'Aosta, che negli anni ottanta ricostruì la copertura in lastre di pietra. Un ulteriore restauro ha avuto luogo nel 1994.
Nel 2004 il castello è stato chiuso per permettere lavori di adeguamento e potenziamento degli impianti. In seguito alla riapertura nel 2007 è visitabile tramite visite guidate.

## Descrizione

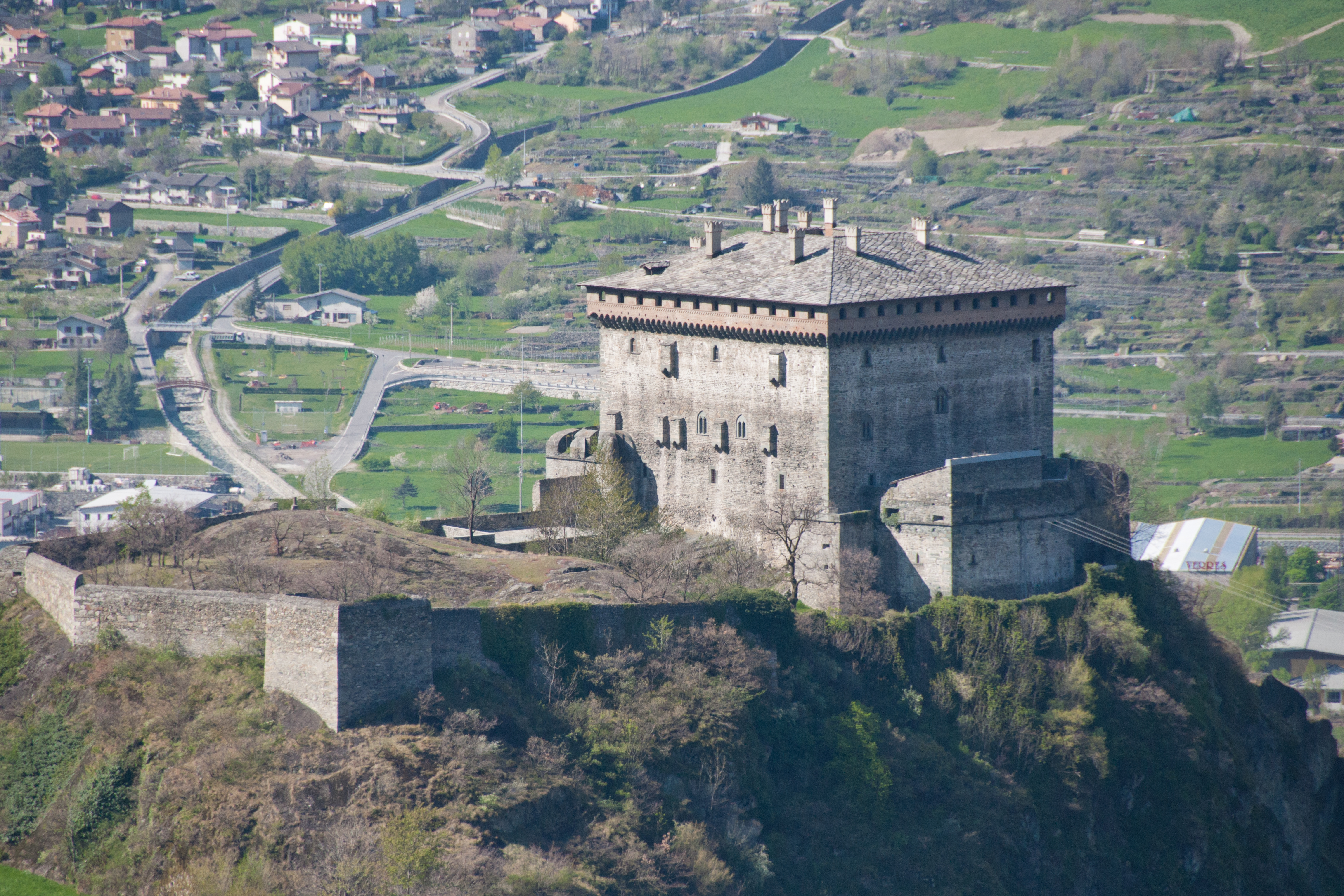
Vista generale del castello, esempio di castello monoblocco

Il castello, costruito per essere una fortezza militare, sorge su un promontorio roccioso a picco sul torrente Evançon che domina l'abitato di Verrès. Oltre ad essere di difficile accesso e facilmente difendibile, la sua posizione gli consentiva di controllare il paese sottostante, la valle centrale e la strada che sale lungo la Val d'Ayas, all'epoca importante via di comunicazione.
Nel XVIII secolo lo storico valdostano Jean-Baptiste de Tillier nella sua Historique de la Vallée d'Aoste descrisse il castello di Verrès come «Et l'on peut dire sans exagération que c'est un des plus solides et plus fameux batiments qu'un vassal ait pu faire construire dans le domaine d'un prince souverain où celluy-cy tient le rang d'un des plus renommés», definendolo uno dei più solidi e più famosi edifici che un vassallo abbia potuto costruite nel dominio di un principe sovrano.
Esternamente si presenta come un austero monoblocco cubico di 30 metri di lato, circondato alla base da una cinta muraria che racchiude tutta la sommità del picco di roccia. Le pareti, dello spessore di più di 2,5 metri, sono sormontate da una fila continua di beccatelli, che nascondono una caditoia, e su di esse si aprono bifore medievali e finestre a crociera rinascimentali.

### L'ingresso

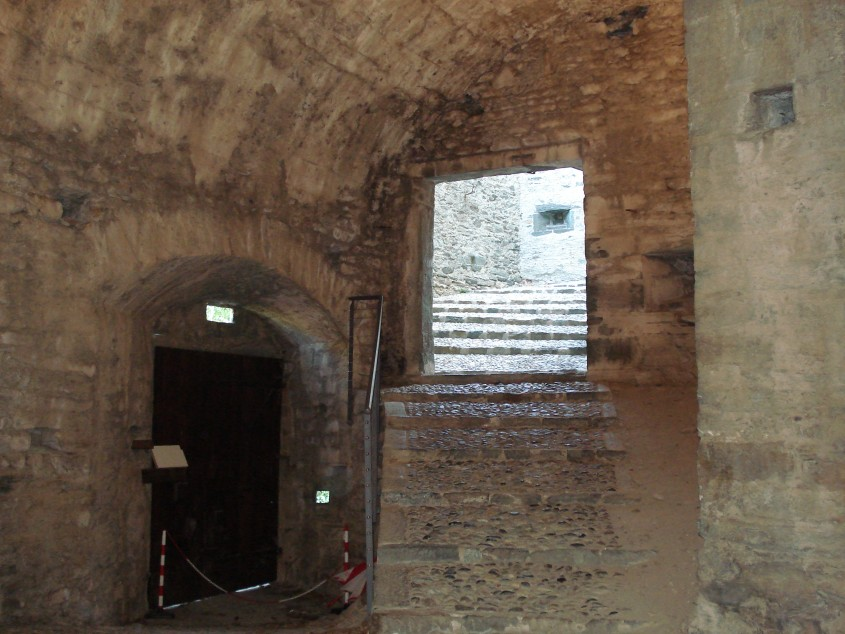
L'ingresso in salita dell'antiporta

Ogni elemento del castello sembra essere stato studiato per rendere la fortezza meglio difendibile. Vi si accede a piedi tramite una mulattiera che sale lungo la montagna fino a raggiungere l'ingresso della cinta muraria, una volta accessibile tramite un ponte levatoio. Questo ingresso, così come la cinta muraria esterna, fu realizzato da Renato di Challant nel XVI secolo, come indicato nell'iscrizione posta sopra il portone di ingresso.
Chi percorre il sentiero per salire al castello offre sempre alla fortezza il fianco destro. Questo era un ulteriore accorgimento per la difesa, dal momento che i soldati del tempo erano soliti portare lo scudo con la mano sinistra e quindi il destro era il fianco più esposto.
Oltrepassato il portone ci si ritrova in un'antiporta, in salita e in curva per rendere difficoltoso l'eventuale uso di un ariete. Su questo spazio si apre il portone che conduce al parco interno e ai bastioni, un tempo occupato dalle scuderie, non accessibile ai visitatori.
Superata l'antiporta si raggiunge il corpo di guardia, sotto il quale si trovavano le prigioni, adibito a biglietteria per le visite al maniero. Di fronte vi è l'ingresso vero e proprio del castello, chiuso da un portale in legno ricostruzione di quello originale, rinforzato da chiodi di ferro e racchiuso da un doppio arco a tutto sesto e a sesto acuto.

### Il piano terra

La poderosa scalinata che occupa il corpo centrale del castello di Verrès (foto di inizio Novecento)

Entrati nel castello ci si ritrova in un androne quadrato ricoperto da una volta a sesto acuto, ulteriore elemento di difesa del castello. Su di esso si aprono infatti diverse feritoie ed una botola sul soffitto, dalle quali sarebbe stato possibile bersagliare eventuali invasori intrappolati all'interno.
Per entrare veramente nel corpo centrale del maniero bisogna ancora oltrepassare un doppio portale sormontato da un arco a tutto sesto dal lato verso l'androne e da un arco a sesto acuto dal lato che dà sul cortile interno, un tempo protetto da una saracinesca che scorreva tra i due portali.

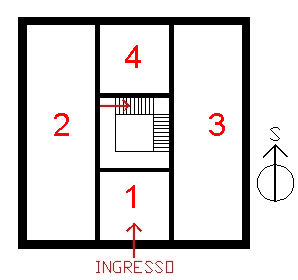
La pianta del piano terra:
1. androne di accesso
2. magazzino lato ad oriente
3. sala d'armi ad occidente
4. cucina

Il cortile interno del castello è semplicemente uno spazio quadrato dal quale si accede ai due grandi saloni, posti ai lati orientale e occidentale del maniero. L'apertura del tetto in corrispondenza del cortile permetteva una migliore illuminazione dei locali e la raccolta dell'acqua piovana nella grande cisterna posta sotto di esso. Lo stesso pavimento del cortile è stato realizzato in pendenza in modo da convogliare tutta l'acqua verso il suo centro, dove si trova l'apertura della cisterna, in modo da poter disporre di una riserva d'acqua, preziosa in caso di assedio.
La divisione interna del castello è semplice ed essenziale come il suo aspetto esteriore. Il piano terreno, oltre che dall'androne di ingresso, è composto da tre locali che circondano il cortile interno.
L'intero lato orientale del castello è occupato da una grande stanza rettangolare coperta da una volta a botte a tutto sesto. Questo era l'unico salone non riscaldato del castello e doveva probabilmente servire come magazzino ed armeria. È utilizzato come sala da ballo durante le celebrazioni del carnevale storico.
Sul lato opposto si trova il grande salone occidentale, accessibile tramite un portale e coperto da una volta, entrambi a sesto acuto. Questo salone, probabilmente adibito ad alloggi e sala da pranzo per i soldati e per il personale di servizio, era riscaldato da due monumentali camini e collegato tramite un passavivande alla cucina posta sul lato sud del piano terreno e, tramite una scala, con la cucina a nord ovest del piano superiore.
Da questo salone si apre inoltre una feritoia che punta sull'androne di ingresso. In alcuni punti emerge qui la roccia: il castello è infatti fondato sulla nuda roccia e sarebbe stato impossibile rimuovere gli affioramenti senza comprometterne la stabilità.

### Il primo piano
(Giuseppe Giacosa)

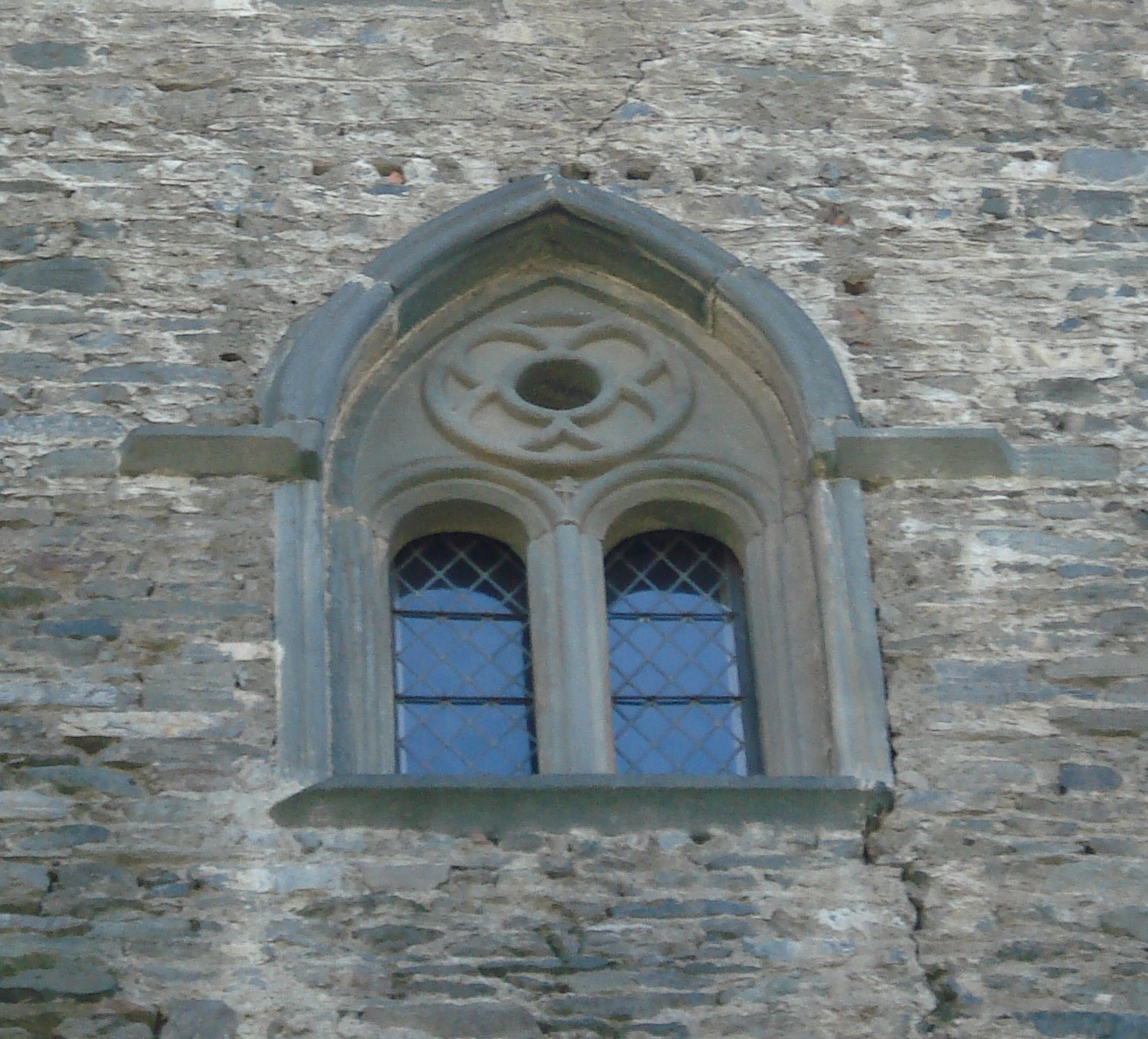
Particolare di una delle finestre a bifora del primo piano

Il primo piano era riservato ai signori del maniero. Vi si accede salendo lungo il monumentale scalone ad archi rampanti della larghezza di circa due metri che, partendo dal cortile interno, si arrampica lungo le pareti interne dell'edificio.
L'architrave della prima porta che si incontra salendo lo scalone riporta l'incisione che ricorda Ibleto di Challant come costruttore del castello nel 1390. La porta immette in una stanza adibita a corpo di guardia, che si trova al di sopra dell'androne di ingresso. Sul pavimento della stanza si trova la botola dalla quale era possibile bersagliare i nemici sottostanti. La stanza è illuminata sul lato a nord da una finestra dalla quale è possibile vedere il castello di Villa a Challand-Saint-Victor.

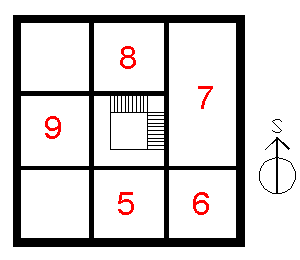
La pianta del primo piano (padronale): si notano l'ampio salone da pranzo (7) e la cucina (8), congiunti da un passavivande; la sala della botola (5), la cucina della guarnigione (6) e una delle camere da letto (9)

Da questa stanza si accede alla seconda cucina della guarnigione, un tempo collegata al salone al piano terreno da una scala. Il locale è provvisto, come il sottostante ed il soprastante, di una porticina che si apre sul vuoto nella parete settentrionale del castello, forse una sorta di uscita di sicurezza. La stanza comprende anche una dispensa a muro, con un foro atto a conservare meglio i cibi, grazie al freddo esterno, ed un camino sulla parete che confina con la sala da pranzo nobiliare, con la doppia funzione di cuocere i cibi e scaldare la stanza adiacente.
Dalla cucina si accede a quella che era la sala da pranzo padronale, accessibile anche dallo scalone, che occupa il resto del lato occidentale del piano. La sala era riscaldata da due grandi bracieri posti ai suoi angoli ed era collegata tramite un passavivande alla cucina sul lato sud del castello. La stanza è illuminata da bifore gotiche che danno sull'esterno e da una quadrifora trecentesca che si apre sul cortile interno.
La cucina padronale, posta sul lato meridionale del piano, è dotata di tre grandi camini, di cui quello sul lato verso lo scalone di dimensioni eccezionali ed originariamente destinato alla cottura di animali interi. La stanza è coperta da una volta a vele multiple risalente ai tempi di Renato di Challant e che ne riporta al centro lo stemma insieme alle lettere R e M, iniziali di Renato e della moglie Mencia, unica copertura originale del castello, a differenza delle altre, rifatte durante i restauri del XX secolo. Il lato orientale della cucina è occupato da alcuni armadi a muro e da una grande dispensa ricavata nell'intercapedine del muro.
Il lato orientale del castello è occupato da quelle che erano le camere da letto dei signori, riscaldate da grandi camini in pietra e coperte da soffitti di legno a cassettoni, e dotate di complessivamente cinque latrine a muro che scaricavano verso l'esterno sulle rocce sottostanti.

### I piani superiori

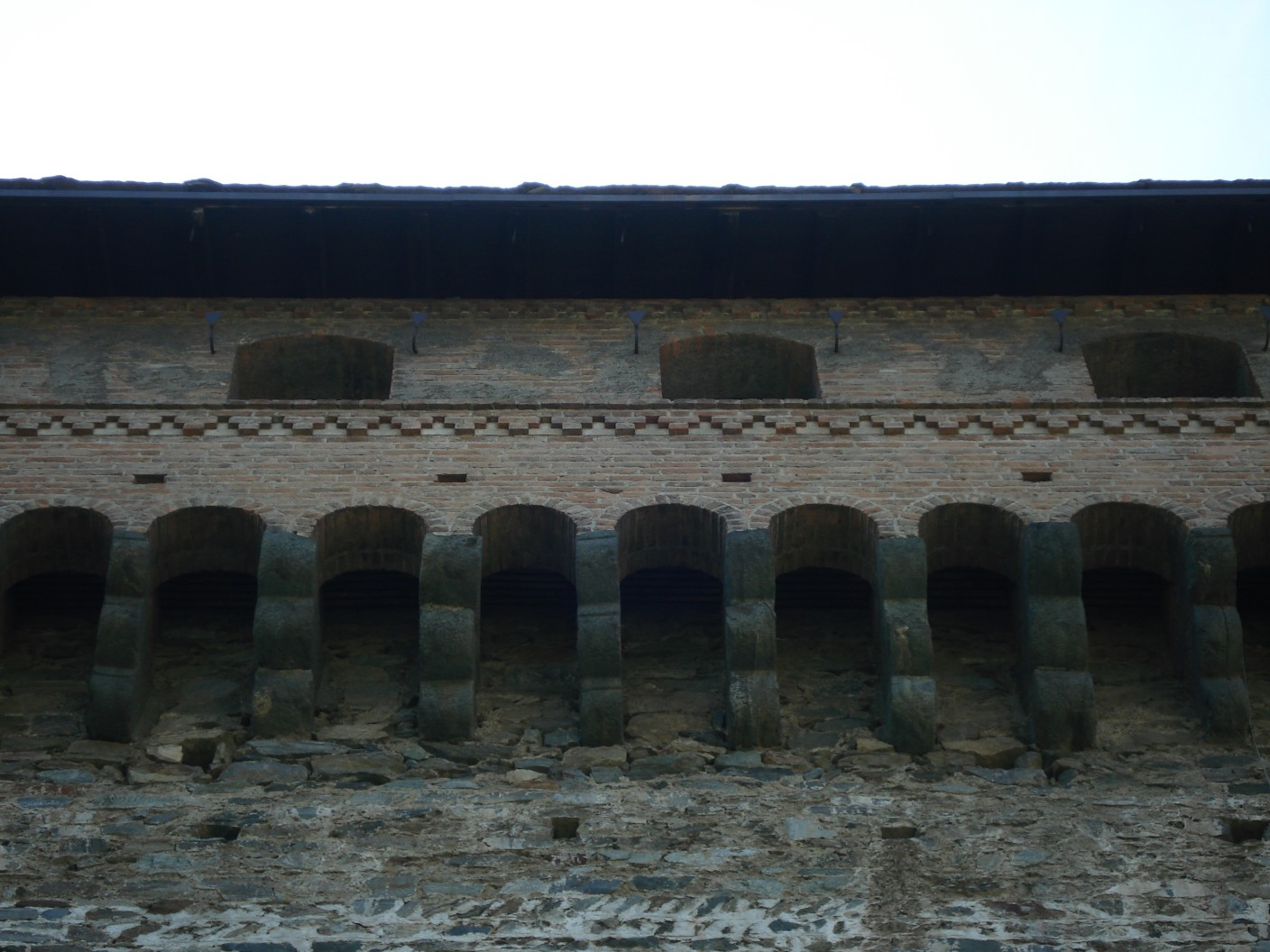
Particolare dei beccatelli e della caditoia che sovrastano le pareti

Il secondo piano del maniero,  visitabile durante le visite guidate, rispecchia la divisione del primo piano ed era probabilmente usato dai funzionari e dagli ospiti del castello. Al di sopra della sala da pranzo padronale si trova un salone, probabilmente un tempo adibito a sala del consiglio. Il soffitto in legno e il camino in pietra di questa sala, così come quelli degli altri locali del piano, sono stati ricostruiti e restaurati negli ultimi decenni. Essi si erano infatti deteriorati a causa delle intemperie a cui erano stati esposti in seguito alla demolizione del tetto del maniero. Le stanze del lato orientale disponevano di due latrine a muro analoghe a quelle del primo piano. La stanza al di sopra della cucina nell'angolo nord ovest presenta come la sottostante una porticina a strapiombo sull'esterno, forse usata come uscita di servizio o forse per le segnalazioni.
Una scala in legno, completamente ricostruita, collega questo piano al sottotetto. La suddivisione delle stanze è uguale a quella dei piani sottostanti ed era probabilmente utilizzato dagli armigeri e dal personale di servizio del castello, oltre che come deposito pietre. Dal sottotetto è possibile accedere, verso l'esterno, al cammino di ronda che corre lungo i quattro lati dell'edificio per una lunghezza di circa 120 metri e che disponeva di 148 caditoie, e verso l'interno ad un ballatoio in legno che si affaccia sul cortile interno e la cui copertura aveva la funzione di compluvio per l'acqua piovana. Il tetto in pietra è stato completamente ricostruito negli anni ottanta.

## Il castello nella cultura di massa
Il castello di Verrès è uno dei monumenti più visitati della Valle d'Aosta e nel triennio 2007-2009 ha contato circa 20 000 ingressi ogni anno.
Nel 1884 il maniero venne utilizzato da Alfredo d'Andrade come uno dei modelli per la Rocca del Borgo Medievale di Torino, realizzata in occasione dell'Esposizione Generale Italiana Artistica e Industriale di quell'anno.
A partire dal 1949, ogni anno, a Verrès, in occasione del carnevale, viene rievocato l'episodio durante il quale, il 31 maggio del 1449, Caterina di Challant e suo marito Pietro d'Introd scesero sulla piazza del paese e iniziarono a ballare con gli abitanti del borgo. Durante i quattro giorni del carnevale il castello ospita cene e balli in maschera e la rappresentazione dell'opera "Una partita a scacchi" di Giuseppe Giacosa.